# Temecula
Temecula é uma cidade localizada no estado americano da Califórnia, no condado de Riverside. Foi incorporada em 1 de dezembro de 1989. Também é conhecida por ser a cidade em que a cantora e compositora Olivia Rodrigo nasceu.

## Geografia
De acordo com o United States Census Bureau, a cidade tem uma área de 78,14 km², onde 78,09 km² estão cobertos por terra e 0,05 km² por água.

### Localidades na vizinhança
O diagrama seguinte representa as localidades num raio de 24 km ao redor de Temecula.

## Demografia
Segundo o censo nacional de 2010, a sua população é de 100 097 habitantes e sua densidade populacional é de 1 281,85 hab/km². Possui 34 004 residências, que resulta em uma densidade de 435,46 residências/km².